# Blaž Radomir Dominković
Blaž Radomir Dominković (Tolisa, 22. travnja 1832. – Breške, 26. rujna 1867.) bio je hrvatski katolički svećenik iz reda franjevaca i pjesnik. 

## Životopis
Školovao se u Kraljevoj Sutjesci i u Italiji. Stupio je u franjevački red 1848., a za svećenika je zaređen 1854. godine. Godine 1856. bio je župni pomoćnik u Tremošnici te od 1864. u upravi Provincije kao provincijalov tajnik.
Spjevao je u narodnom desetercu podulju pjesmu pod naslovom Narodna pjesma o pokretu Raje 1758. sic! i o poslanicih njihovih u Carigradu sljedujuće godine 1859. u prolětje od R... ra.

### Članci
- Kovačić, Anto Slavko. 1993. Dominković, Blaž. Hrvatski biografski leksikon. Zagreb.  journal zahtijeva |journal= (pomoć)